# Prisilno delo
Prisilno delo ali obvezno delo zajema vse vrste dela ali storitev, ki zahtevajo od posameznika opravljanje dela, za katerega se ta ni prostovoljno odločil, pod grožnjo kakršnekoli kazni ali sankcije (Konvencija Mednarodne organizacije dela številka 29). Pomembno je omeniti, da na tem mestu mislimo prisilno delo v korist posameznika, družb ali zasebnih pravnih oseb.
Pri delovnem izkoriščanju delavcev gre za kršenje temeljnih pravic delavca. To se zgodi v primeru ko delodajalec več mesecev ne izplačuje dela ali celotne plače, delavca odjavi iz zavarovanja, ne plačuje prispevkov zdravstvenega in pokojninskega zavarovanja, ne izplačuje bolniških odsotnosti, ne izplačuje regresa in podobno. V večini držav se v nekaterih delovnih panogah ne upošteva minimalne mednarodne delovne standarde, kot so neenak položaj zaščite delavca v obliki minimalnih plač, dolžini delavnika, pripadajočem počitku, dopustu, nadurnem delu in socialni varnosti. Pomembno je poudariti, da bolj kot je negotov položaj delavca, večja je njegova odvisnost od delodajalca. Posledično so taki delavci bolj ranljivi in jih delodajalci pogosto tudi izkoriščajo.

## Mednarodna organizacija dela
Prisilno delo je zelo vroča tematika 21. stoletja in tako so se različne organizacije usmerile v odkrivanje in preprečevanje prisilnega dela na svetovnem nivoju. Mednarodna organizacija dela – s kratico MOD (angleško International Labour Organization s kratico ILO) je ena izmed prvotnih organizacij, ki se trudi preprečevati pojavljanje in obstoj prisilnega dela. Z uvedbo različnih pravic kot je Deklaracije o temeljnih načelih in pravicah na delu iz leta 1998, poskušajo omejiti ali celo izkoreniniti prisilno delo iz družbe. Zadnjih 15 let MOD poroča o različnih oblikah prisilnega dela v okviru projekta SAP-FL (angleško Special Action Programme for the Prevention of Frorced Labour ), ki se pojavlja povsod po svetu. V okviru tega projekta poskušajo odkriti in identificirati različne oblike prisilnega dela.
MOD je leta 1957 v okviru konvencije o prisilnem delu številka 105 prepovedal naslednje oblike prisilnega dela :
- Vsako delo, kot posledica politične prisile ali vzgoje (tudi kot kazen za zavzemanje in izražanje političnih stališč ali stališč, ki so ideološko v nasprotju z uveljavljenim političnim, družbenim ali gospodarskim sistemom).
- Vsako delo, katerega cilj je ekonomski razvoj (zavajanje in pritegnitev delavcev s ciljem gospodarske rasti).
- Vsako delo, kot sredstvo delovne discipline.
- Kot kazen, zaradi sodelovanja v stavkah.
- Vsako delo, ki nastane v okviru rasnega, verskega, družbenega, nacionalnega ali drugega razlikovanja (diskriminacije).

Grožnja kazni iz konvencij se nanaša na fizično ali moralno prisilo, pri čemer pa ima pri ugotavljanju »prisilnosti« dela predhodno soglasje delavca za neko delo ali opravljanje določenih storitev za delodajalca le relativni pomen.
Leta 1930 je MOD v sklopu konvencije št. 29 opisal, kakšne oblike dela pod posebnimi pogoji, ne spadajo pod prisilno delo :	
- Prisilno vojaško delo v okviru vojaškega zakona in dolžnosti.
- Delo, ki smo ga dolžni opravljati civilisti.
- Vsako zaporniško delo, pod posebnimi in nadzorovanimi pogoji.
- Vsako delo v kriznih situacijah (npr. požari, vojne, poplave, potresi).
- Manjša javna dela, ki so posledica kršenja javnega reda.

## Razširjenost
V današnjem času se prisilno delo in ostale oblike suženjstva širijo predvsem zaradi globalizacije, ki je posledica razvoja velikih korporacij. Zavedati se moramo, da vpliv potrebe po svetovnih resursih (delovna sila, surovine, …) vpliva na razvoj prisilnega dela. Mednarodna organizacija dela ocenjuje, da je na svetu približno 21 milijonov ljudi, ki so žrtve prisilnega dela. Poleg tega po njihovih ocenah, zaradi prisilnega dela privatna oz. zasebna podjetja zaslužijo približno 44 milijard dolarjev ilegalnega profita. Prav tako ocenjujejo, da se 80. procentov prisilnega dela odvija v sklopu zasebnega gospodarstva. To so na primer ribiči in prodajalci škampov v Bangladešu ali pa pobiralci bombaža v Uzbekistanu, med katerimi je tudi veliko otrok. Najslabše oblike izkoriščanja delavcev pa se pojavljajo v industriji, predvsem tekstilni industriji.

MOD prav tako ugotavlja, da je približno 2,2 milijonov delavcev žrtev prisilnega dela zaradi državne ureditve. Poleg tega je približno 4,5 milijonov žrtev prisilnega spolnega izkoriščenja. MOD v raziskavi iz leta 2001 prav tako ugotavlja, da je razlog za pojav prisilnega dela ravno podzemna ekonomija, katero je težko izslediti. Poleg tega MOD ugotavlja, da se kršitve pravic delavca najpogosteje pojavljajo v gradbeništvu, gostinstvu, prevozništvu, trgovini, gozdarstvu, kmetijstvu, tekstilni industriji, živilski industriji in logistiki.
Prav tako kot v tujini se tudi v Sloveniji srečujemo z oblikami prisilnega dela, ki pa so pogosto prikrite. Vendar ni znanih podatkov o njegovi razširjenosti oziroma je na tem področju narejeno relativno malo raziskav.

### Razširjenost prisilnega dela otrok
Mednarodna organizacija dela ugotavlja, da je na svetu približno 352 milijonov otrok med 5. in 17. letom starosti, ki so ekonomsko aktivni. Od teh jih je največ delovno aktivnih v Aziji, najmanj pa v razvitih državah. Otrok starih med 5. in 17. letom, ki po ocenah MOD opravljajo nevarne in najhujše oblike otroškega dela naj bi bilo v svetu 245,5 milijonov.
V Sloveniji ni znanih podatkov o prisilnem delu otrok. Na sodiščih so se pojavile redke prijave prekomernega obremenjevanja otrok z gospodinjskimi opravili in nekaj primerov uličnega igranja otrok na instrumente. Vendar v vseh primerih ni bilo nikoli ugotovljeno, da bi šlo za zlorabo dela otrok.

## Trgovina z ljudmi
Trgovino z ljudmi definiramo kot zbiranje, prevoz, premestitev, dajanje zatočišča ali sprejem oseb z namenom izkoriščanja, storjeno z grožnjo ali uporabo sile, z ugrabitvijo, goljufijo ali prevaro, z zlorabo pooblastil ali odvisnega položaja ali zaradi dejanja ali prejemanja plačil ali koristi za zagotavljanje privolitev oseb, ki imajo druge osebe pod nadzorom.
Po podatkih Mednarodne organizacije dela je v svetu prisilno delo najpomembnejši razlog, zaradi katerega se trguje z ljudmi. Prav tako MOD ugotavlja, da se trgovanje z ljudmi najpogosteje povezuje s prisilnim spolnim izkoriščanjem oz. s prostitucijo. Pogosto je trgovanje z ljudmi posledica brezposelnosti, revščine, kriminala, diskriminacije, korupcije in političnih konfliktov.

## Vrste prisilnega dela

### Suženjstvo
Ko govorimo o suženjstvu se nanašamo na delo posameznika, ki ga opravlja neprostovoljno in se pri tem ne more svobodno odločati. Avtorji opredeljujejo prisilno delo kot novodobno suženjstvo. Posledično ima prisilno delo kratko zgodovino a dolgo preteklost, saj je suženjstvo spremljalo ljudi skozi celotno človeško zgodovino. Suženjstvo so poznale prav vse stare civilizacije in šele v zadnjih letih so ga uradno prepovedali skoraj povsod po svetu.
Besedi prisilno delo nam data občutek, da se je posameznik sam odločil, da se bo spustil v tako obliko dela že na samem začetku. Zato so nekateri raziskovalci to vzeli kot začetni pogoj za definiranje prisilnega dela. Vendar pa po novejših ugotovitvah delavci pogosto ne vedo v kaj se spuščajo oz. so jim bili obljubljeni drugačni delavni pogoji. V nekaterih primerih pa pogosto nimajo druge izbire.

### Delo za posojilo
Kreditno suženjstvo (angleško debt bondage ) ali z drugimi besedami delo za posojilo (angleško bonded labour) je ena izmed oblik prisile na delovnem mestu. O tej obliki prisilnega dela govorimo, ko delavec vzame posojilo pri svojem delodajalcu in ga nato to veže na dotično delovno mesto. Ta oblika posojila je prepovedana tako s strani zakona v Združenih državah kot s strani palermskega protokola, ker lahko pride do kršenja temeljnih delavčevih pravic. Posojilo lahko vodi k omejevanju delavčeve svobode odločanja na delavnem mestu. Dokler ne delavec izplača posojila delodajalcu je primoran delati pri njem in upoštevati njegove zahteve. Taka oblika dela je značilna za migrante, ki nimajo dovolj denarja za preživetje, ko pridejo v novo državo.

### Delovna taborišča
V taboriščih so prisilno delali politični jetniki, pregnanci z okupiranih ozemelj, člani preganjanih manjših, vojni ujetniki. Najbolj so poznana nemška koncentracijska taborišča v času nacističnega režima in gulagi v Sovjetski zvezi.
|  |  |  |

### Vpliv imigracije
Prisilno delo se pogosto razvije v kontekstu imigracije. Imigracija pomeni priseljevanje ljudi na določenem območju. Pogosto je posledica vojn ali drugih političnih vzrokov, naravnih nesreč v okviru iskanja boljšega ekonomskega in demografskega okolja ali pa osebnih razlogov (družina). Ko govorimo o odnosu med imigranti in domačini na določenem območju, lahko njihove odnose razložimo skozi tri teorije. Prva je teorija multikulturnosti, pri kateri imigranti in domačini živijo v sožitju in razvijejo bogate odnose ter raznoliko družbo. Pri drugi teoriji neenakosti in kapitalizma, navadno imigrante zaposlujejo na nižjih delovnih mestih, ki so potrebna za vzdrževanje kapitalizma. Zadnja teorija pobudnikov in magnetov pa se navezuje na teorijo o dejavnikih odbijanja in približevanja (push-pull teorija). Poskuša razložiti vzroke za migracijo, ki vključujejo pobudnike, ki prisilijo ljudi, da se selijo iz matične države in magnete, ki privlačijo imigrante v svojo državo. To pogosto vodi v razvoj prisilnega dela v gostujoči državi.

### Vpliv naravnih nesreč
Raziskave kažejo, da so naravne nesreče magnet za pojav in razvoj prisilnega dela. Obupani ljudje, ki so v času nesreče izgubili hišo in vse imetje, so prisiljeni delati zunaj domačega okolja. Naravne nesreče prinašajo lepe denarce industrijskim mogotcem, saj s poceni delovno silo v nečloveških delovnih razmerah izkoriščajo obupane ljudi, ki so izgubili streho nad glavo. Ljudje so pripravljeni delati pod kakršnemkoli pogojem za nizke plače in tako zapolnijo najmanj priljubljena delovna mesta. Pogosto ni poskrbljeno za varnost in higieno delavcev. To je velika težava držav v razvoju, lahko pa se pojavi tudi v razvitih državah. Zato mora imeti država dovolj finančne podpore za pomoč ljudem in za obnovo prizadetega območja, da prepreči pojav prisilnega dela.

### Suženjstvo na domu
Pojem suženjstvo na domu se navezuje na posebno obliko prisilnega dela, ki ga ljudje opravljajo doma. Taka oblika dela je informalna in povezana z individualnim delom posameznika doma za štirimi stenami. V takem okolju si posameznik sam strukturira način in obliko dela, zato je pogosto socialno izoliran od drugih delavnih mest. Posledično vladni organi te oblike dela ne morejo oziroma zelo težko nadzorujejo in tako lahko pride do izkoriščanj delavcev, ki delajo doma, s strani večjih podjetij. Pogosto ne morejo vzeti dopusta ali pa bolniške, ker nimajo plačane odsotnosti. Tako so prisiljeni delati kljub zdravstvenim težavam. Poleg tega inšpektorji dela pogosto poročajo o spolnih zlorabah teh delavcev in posledično o neprostovoljnem delu.

### Prisilno delo otrok
Ko govorimo o prisilnem delu otrok, se ne navezujemo na delo otrok, katero je sprejemljivo s strani zakonodaje in ga otrok opravlja v skladu s svojimi zmožnostmi (na primer gospodinjska opravila). Prisilno delo je pogosto neprostovoljno in nevarno za otroke. Prav tako se povezuje s trgovino z otroki. Vključuje situacije, ko je otrok večinoma v oskrbi osebe, s katero ni v sorodu. Ta oseba izkorišča otroka, saj mora opravljati delo, katero prinaša dobiček tej osebi, pri čemer otrok nima možnosti odhoda. Prisilno delo otrok poskušajo preprečiti z uvedbo izobraževalnih ustanov in obveznim šolanjem.
Na vojnih območjih so otroci pogosto prisiljeni delati za vojsko. S prevarami prepričajo otroke ali pa jih prisilijo, da postanejo vojaki in se bojujejo v spopadih. Ponekod jih vojaki tudi spolno izkoriščajo, zato je velika verjetnost da se okužijo s spolno prenosljivimi boleznimi. Mlade deklice so ponekod prisiljene v poroko z vojaki ali pa jih ti spolno izkoriščajo. Večinoma pa so ilegalno prisiljeni delati kot kuharji, stražarji, vohuni, strežniki ali pa kot prenašalci sporočil.